# Wulingyuan
29°16′N 110°22′Ø / 29.267°N 110.367°Ø
|  | Wulingyuan er også et bydistrikt i provinsen Hunan. |
Wulingyuan (kinesisk: 武陵源, pinyin: Wǔlíngyuán) er et historisk interessant område i provinsen Hunan i Kina, berømt for sine cirka 3.100 store sandstenspiller i kvartsit, nogle af dem er mere end 200 meter høje. Området er en del av bypræfekturet Zhangjiajie og ligger omkring 270 km fra provinshovedstaden Changsha.
I 1992 blev Wulingyuan opført på UNESCOs verdensarvliste.
- Wikimedia Commons har flere filer relateret til Wulingyuan